# Ardenner Cultur Boulevard

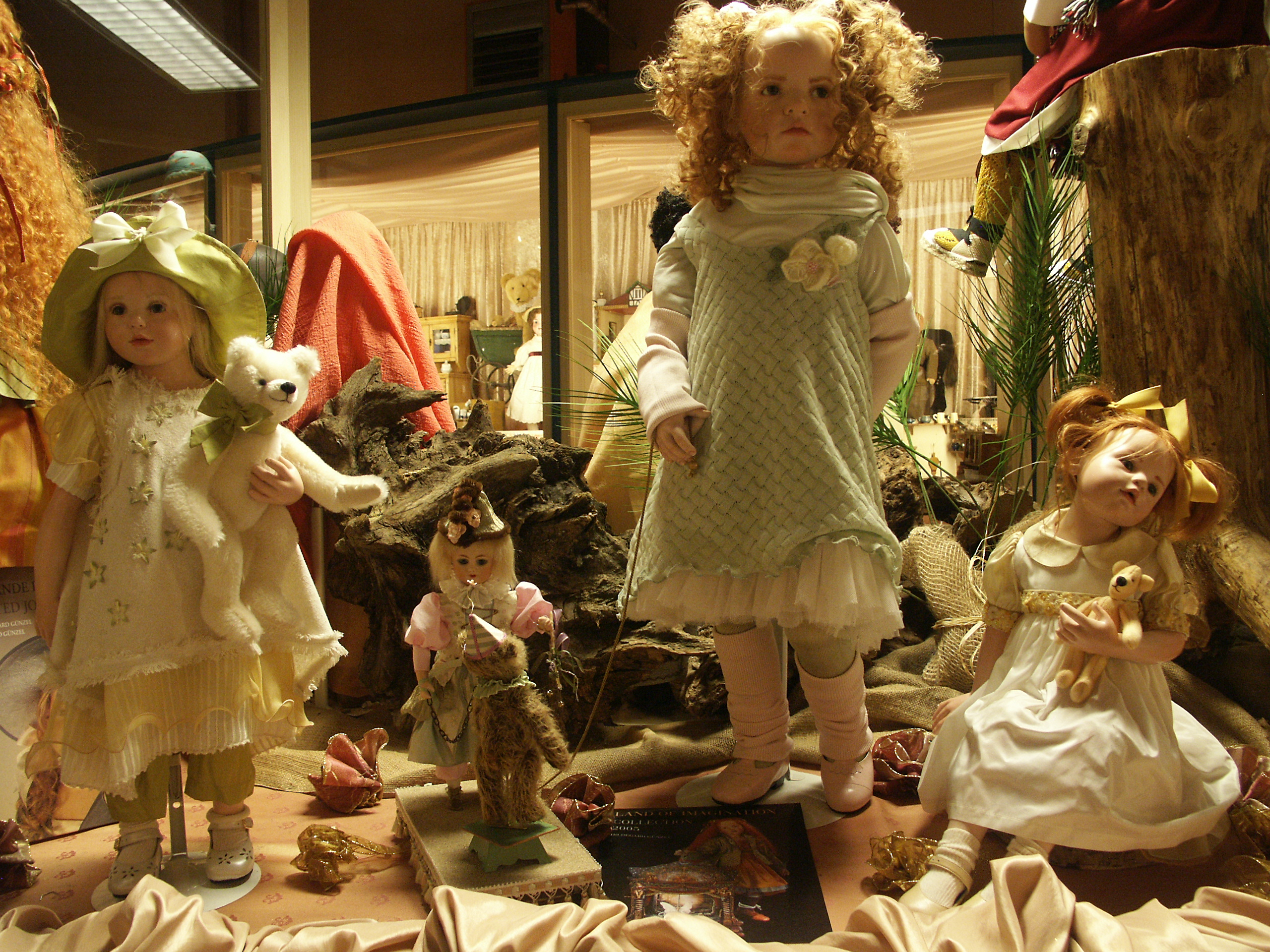
Ars Figura

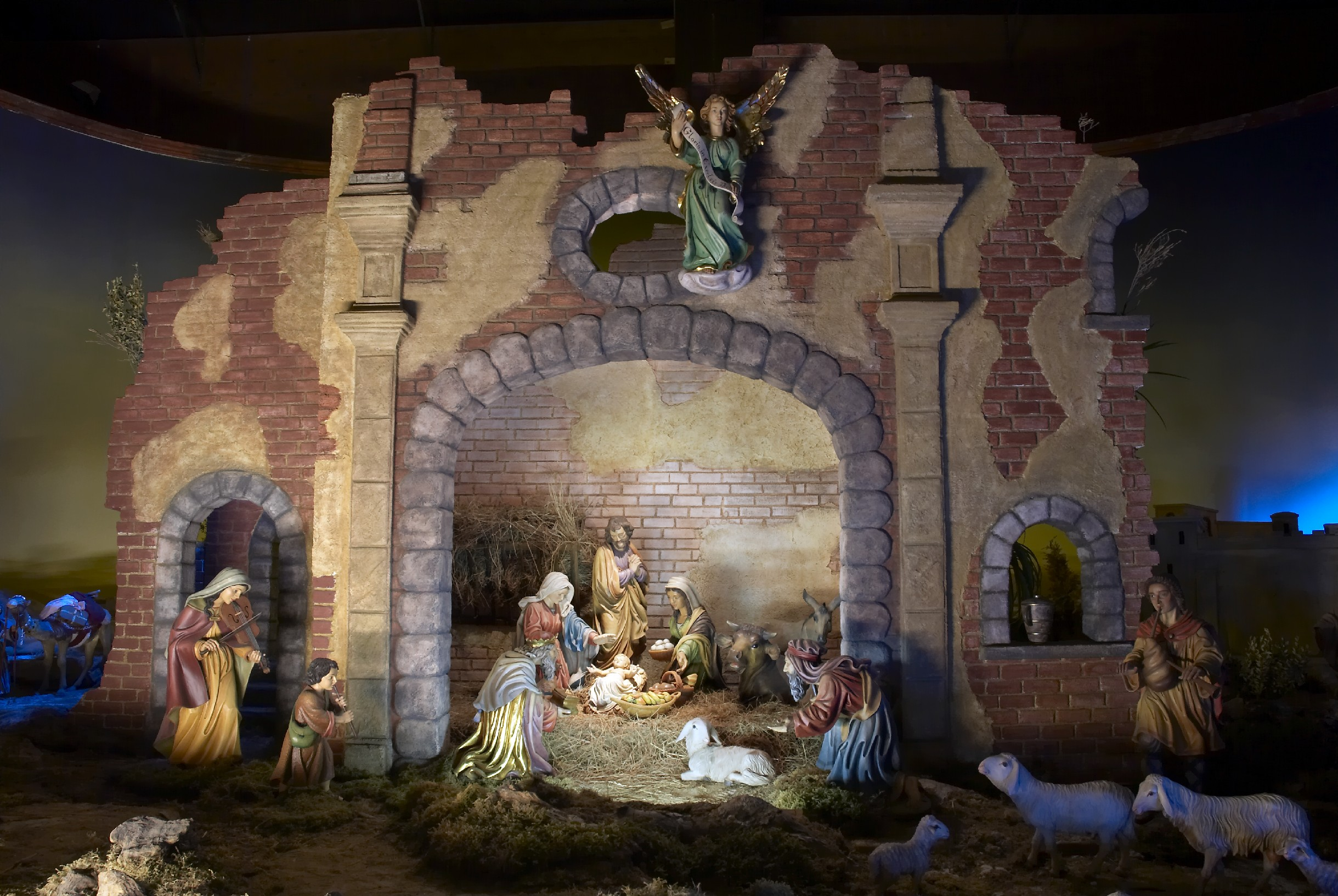
Ars Krippana

De Ardenner Cultur Boulevard is een toeristisch centrum in de tot Belgische gemeente Büllingen behorende plaats Hergersberg en het Duitse Losheim.
Naast een winkelcentrum en horeca zijn er ook een aantal tentoonstellingen, en wel:
- Ars Krippana, een tentoonstelling van kerststallen. Van 1976-1986 was deze in een oude fabriekshal van een melkfabriek te Höfen. Daarna werd een grote hal te Hergersberg/Losheim gebouwd waar kerststallen vanuit de hele wereld te bezichtigen zijn.
- Ars Figura, een tentoonstelling van poppen uitgestald in oude interieurs, daarnaast poppen vanuit de hele wereld en een verzameling van honderden muziekdozen.
- Ars Tecnica, een grote modelspoorbaan.
- Ars Mineralis, een mineralenwinkel.
- Ars Ardenn, een kunstgalerie.